# نمایشنامه انتقام

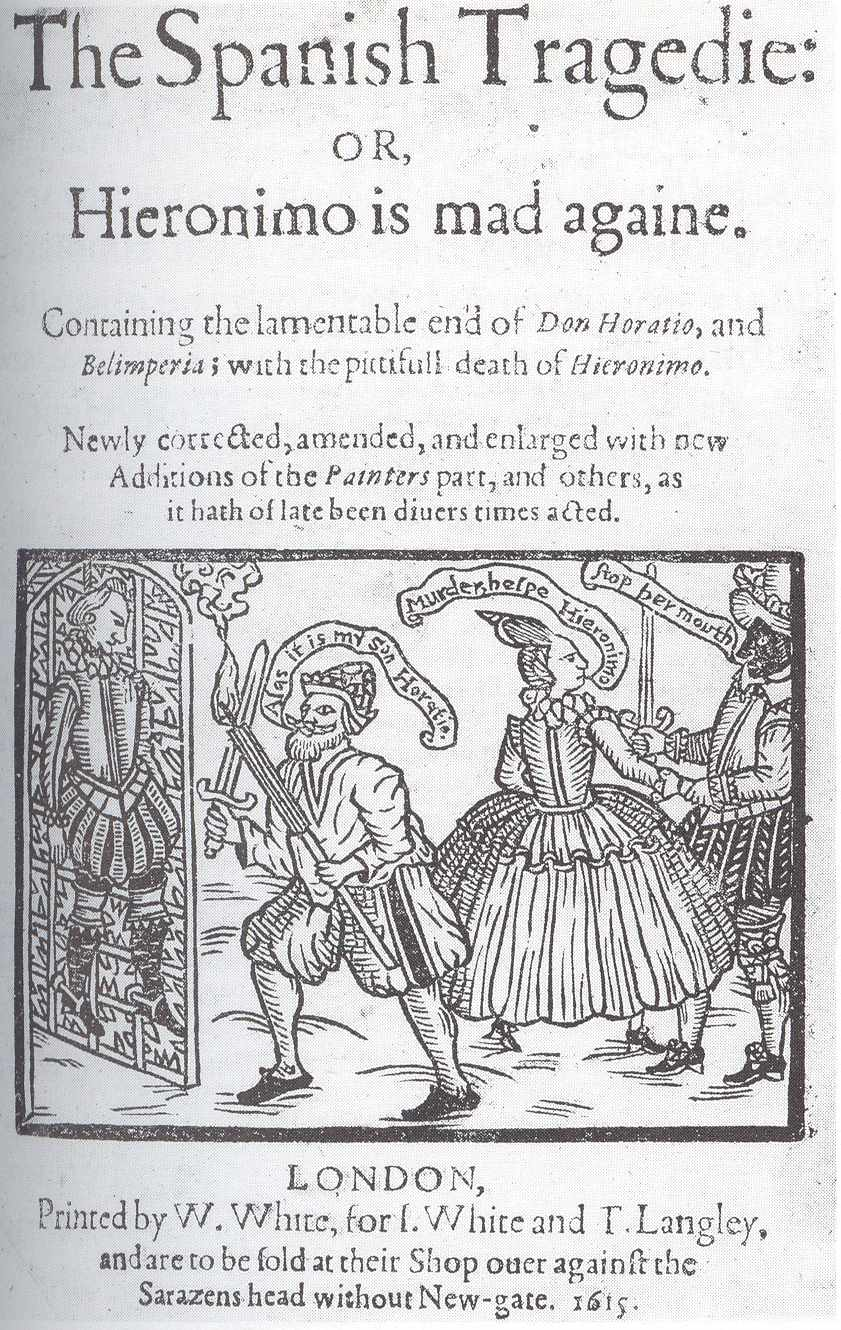
صفحه اول در قطع رحلی از کتاب تراژدی اسپانیایی (۱۶۱۵)

نمایش کین‌خواهی یا نمایشنامه انتقام (انگلیسی: Revenge play)، یک ژانر نمایشی است که در آن شخصیت اصلی به دنبال انتقام گرفتن از یک جرم یا آسیب واقعی یا خیالی است. این نوع نمایش‌ها معمولاً با یک قتل یا جنایت آغاز می‌شوند و شخصیت اصلی در طول داستان برای اجرای نقشه انتقام خود تلاش می‌کند.
نمایش‌های کین‌خواهی معمولاً با خشونت و خونریزی همراه هستند و اغلب به مرگ شخصیت‌های اصلی و فرعی منجر می‌شوند. این نمایش‌ها معمولاً به بررسی مفاهیمی مانند عدالت، انتقام، بخشش و عواقب اعمال خشونت‌آمیز می‌پردازند.
نمایش‌های کین‌خواهی در دوران‌های مختلف و در فرهنگ‌های گوناگون وجود داشته‌اند، اما در دوره الیزابت و جاکوبین در انگلستان (۱۵۸۰ تا ۱۶۲۰) به اوج خود رسیدند. برخی از مشهورترین نمایش‌های کین‌خواهی عبارتند از:
- تراژدی اسپانیایی اثر توماس کید
- هملت اثر ویلیام شکسپیر
- تیتوس آندرونیکوس اثر ویلیام شکسپیر
- غم‌نامه کین‌خواه (نویسنده ناشناس)

نمایش‌های کین‌خواهی تأثیر زیادی بر ادبیات و هنرهای نمایشی داشته‌اند و همچنان به عنوان یک ژانر محبوب در تئاتر، سینما و تلویزیون مورد استفاده قرار می‌گیرند.
ویژگی‌های کلیدی نمایش‌های کین‌خواهی:
- یک قتل یا جنایت تکان‌دهنده: نمایش با یک قتل یا جنایت آغاز می‌شود که نیاز به انتقام را ایجاد می‌کند.
- شخصیت اصلی کین‌خواه: شخصیت اصلی، انتقام را به عنوان یک وظیفه مقدس بر عهده می‌گیرد.
- روح قربانی یا نشانه‌های دیگر: روح مقتول یا نشانه‌های دیگر، شخصیت اصلی را به سمت انتقام سوق می‌دهند.
- شرور ماکیاولیستی: یک شخصیت شرور که با حیله‌گری و دسیسه، به گسترش خشونت و خونریزی دامن می‌زند.
- پایان تراژیک: نمایش معمولاً با مرگ شخصیت‌های اصلی و فرعی به پایان می‌رسد.

نمایش‌های کین‌خواهی با کاوش در موضوعات تاریک و پیچیده انسانی، همچنان به عنوان یک ژانر جذاب و تأثیرگذار در دنیای تئاتر و سینما باقی مانده‌اند.